# Марк Марций Сермон
Марк Марций Сермон (на латински: Marcus Marcius Sermo) е политик на Римската република през 2 век пр.н.е. Произлиза от плебейската фамилия Марции, клон Сермон.
През 172 пр.н.е. той е народен трибун заедно с Марк Лукреций и Квинт Марций Сцила. Тази година консули са Гай Попилий Ленат заедно с Публий Елий Лиг. Двамата са първата двойка плебейски консули.
Той предлага с колегата си Квинт Марций Сцила допитване (rogatio), наричано Marcia de Liguribus (Ливий, 42.21.), заради големите целогодишни дебати в Сената, заради жестокостта на миналогодишния консул Марк Попилий Ленат в Лигурия към племето сателати, което той продал в робство.